# Leiomioma do útero
Leiomiomas do útero são tumores benignos do músculo liso do útero. A maior parte das mulheres não manifesta sintomas, enquanto em outras podem ocorrer períodos menstruais dolorosos ou abundantes. Os leiomiomas de maior dimensão podem exercer pressão na bexiga, causando vontade de urinar frequente. Podem também causar dor durante o sexo ou dor na parte inferior das costas. É possível ter um ou mais leiomiomas. Em alguns casos, os leiomiomas podem tornar dificultar engravidar, embora seja pouco comum.
Não é clara a causa exata dos leiomiomas uterinos. No entanto, são comuns os casos entre famílias e são parcial determinados pelos níveis hormonais. Os fatores de risco incluem obesidade e o consumo de carne vermelha. O diagnóstico pode ser feito mediante toque vaginal ou exames imagiológicos.
Quando não se manifestam sintomas geralmente não é necessário tratamento. A dor pode ser aliviada com paracetamol e as hemorragias com anti-inflamatórios não esteroides como o ibuprofeno. Em mulheres com períodos abundantes podem ser necessários suplementos de ferro. Os medicamentos da classe dos agonistas da hormona libertadora de gonadotrofina podem diminuir o tamanho dos leiomiomas, embora sejam caros e estejam associados a efeitos adversos. Nos casos de sintomas mais graves, pode ser considerada cirurgia para remover os leiomiomas ou o útero ou cirurgia para embolização das artérias uterinas. Os leiomiomas malignos denominam-se leiomiossarcomas, embora sejam muito raros e não aparentem formar-se a partir de leiomiomas benignos.
Cerca de 20% a 80% das mulheres por volta dos 50 anos de idade desenvolvem leiomiomas do útero. Estima-se que em 2013 a condição afetasse 171 milhões de mulheres em todo o mundo. Os leiomiomas são mais comuns entre meados e o fim da idade fértil. Geralmente diminuem de tamanho após a menopausa. A condição é uma das mais frequentes causas de remoção cirúrgica do útero.

## Sinais e sintomas
Miomas pequenos não causam sintomas, porém os grandes e numerosos podem causar, dependendo do local onde estão:
- Longos períodos menstruais com muito sangramento e às vezes com coágulos de sangue;
- Dor e pressão na pélvis;
- Dor nas costas e nas pernas;
- Dor durante a relação sexual;
- Compressão da bexiga levando a uma necessidade freqüente de urinar;
- Compressão de um ou ambos ureteres, causando hidronefrose;
- Compressão sobre o intestino, levando a constipação e distensão abdominal.

O sangramento excessivo pode causar anemia e deficiência de ferro. Pode dificultar a gravidez e causar infertilidade, especialmente quando associado a endometriose.

## Causas
Mutações específicas da proteína MED12 foram observados em 70% dos miomas. As hipóteses sobre a causa incluem predisposição genética, exposição hormonal pré-natal, efeitos dos hormônios e fatores de crescimentos e xenoestrógenos (estrógenos artificiais) podem causar o crescimento desses miomas.
Fatores de risco incluem:
- Predisposição genética;
- Afrodescendentes;
- Obesidade;
- Síndrome dos ovários policísticos;
- Diabetes mellitus;
- Hipertensão arterial;
- Nunca ter tido filhos.

## Diagnóstico
Enquanto um exame clínico e apalpar o local normalmente pode identificar a presença de miomas grandes, uma ultrassonografia ginecológica (ultrassom) se tornou a ferramenta padrão para avaliar os leiomiomas. A ultra-sonografia mostra os miomas como massas focais com uma textura heterogênea formando uma sombra incomum. Assim, a localização pode ser determinada e as dimensões da lesão medidas. Porém, ressonância magnética (MRI) é melhor para definir o tamanho e localização dos miomas dentro do útero, detectar comorbidades e para definir o melhor tratamento.

## Tratamento
Nem sempre os miomas causam queixas , podendo simplesmente estarem presentes em exames de rotina ginecológicos , quando ocorrem os sintomas ,existem diversas opções de tratamento, cada uma com suas vantagens e desvantagens, indicações e contra-indicações. Os leiomiomas tendem a reduzir com a menopausa e medicamentos devem ter prioridade antes de uma cirurgia. Exemplos de tratamentos incluem:
- Agonistas do GnRH: inibe a produção de estrógeno interrompendo os ciclos menstruais e diminuindo os miomas. Costuma ser feito por apenas 3 a 6 meses para evitar causar osteoporose;
- Anti-inflamatórios não esteroides associado a anti-conceptivos para reduzir os sintomas;
- Dispositivo intra-uterino (DIU) liberador de progesterona: pode aliviar sangramento intenso causado por miomas proporcionando alívio dos sintomas, mas não diminui os miomas;
- Cirurgia guiada por ressonancia magnética;
- Embolização da artéria uterina;
- Miólise;
- Miomectomia laparoscópica ou robótica;
- Miomectomia histeroscópica;
- Ablação endometrial;
- Ressecação de miomas submucosos;

E como última opção, se os outros tratamentos falharem pode-se remover o útero (histerectomia).
É importante o consumo de uma dieta rica em ferro para evitar ou remediar uma anemia.